# Двухкоготные черепахи
Двухкоготные черепахи (лат. Carettochelyidae) — семейство мягкотелых черепах, включающее один современный вид.

## Характерные признаки
В отличие от трёхкоготных черепах, у двухкоготных костный панцирь сохраняется почти полностью. В карапаксе краевые пластинки соединяются с рёберными. Пластрон прочно соединён с карапаксом и не имеет центрального хрящевого поля. На лапах по два когтя.

## Эволюция и палеонтология
Семейство Carettochelyidae было наиболее широко распространено в течение раннего кайнозоя. Его ареал занимал в эоцене большую часть Лавразии. Это было разнообразное семейство с несколькими родами в двух подсемействах.
Древнейший известный представитель семейства — Kizylkumemys из верхнего мела Азии (ранний сеноман, Каракалпакстан, Узбекистан). К Carettochelyidae может принадлежать и Sinaspideretes из верхней юры—нижнего мела Китая, но родственные связи этого рода точно не установлены.
В эоцене Carettochelyidae широко распространены и представлены в Азии родами Anosteira, Burmemys и Chorlakkichelys, в Европе родом Allaeochelys и в Северной Америке родами Anosteira и Pseudanosteira.
Единственный европейский представитель Carettochelyidae — род Allaeochelys из нижнего и среднего эоцена Бельгии, Германии, Англии, Франции и Испании. Allaeochelys — сестринский таксон единственного рецентного рода этого семейства, Carettochelys.
Двухкоготная черепаха (Carettochelys insculpta) сегодня встречается в реках на юге Новой Гвинеи и больших реках Северной территории в Австралии. Это единственный ныне живущий вид семейства двухкоготных черепах. В ископаемом состоянии род Carettochelys представлен в Австралазии находкой из миоцена Новой Гвинеи — единственным фрагментом нухальной костной пластины и её отпечатком. Окаменелость была найдена в морских отложениях в устье ручья Мариана, река Вайлала, Папуа-Новая Гвинея, и датирована верхним миоценом. Окаменевший фрагмент пластрона из постмиоцена Западной Австралии, отнесенный Gorter & Nicoll (1978) к Carettochelys на основании характера скульптуры поверхности, очевидно, неверно определен.
Недавно фрагментарный экземпляр представителя семейства был найден в среднем миоцене Германии.

## Классификация
В семействе выделяют 2 подсемейства: Anosteirinae и Carettochelyinae.
Carettochelyinae отличаются большими размерами (длина карапакса до 50 см и более) и отсутствием у взрослых особей следов от роговых щитков на костном карапаксе. Включает роды:
- Carettochelys — верхний миоцен—современность, Австралия и Новая Гвинея
- † Allaeochelys — эоцен, Европа
- † Burmemys — верхний эоцен, Мьянма
- † Chorlakkichelys — средний эоцен, Пакистан

Anosteirinae обладают, как и детёныши современной двухкоготной черепахи, одним или несколькими шипами в дорсальной части спинного панциря, которые образуют костные позвоночные пластинки; кроме того, следы роговых щитков на костном карапаксе у взрослых экземпляров сохраняются. Anosteirinae отличаются значительно меньшими размерами, чем Carettochelyinae, и достигают длины карапакса только 15—25 см. Включает роды:
- † Kizylkumemys — верхний мел, Узбекистан
- † Anosteira — средний палеоцен-олигоцен Азия и Северная Америка
- † Pseudanosteira — эоцен, Северная Америка